# 德意志王国

德意志國王的皇家旗幟

德意志王国並非正式的國名，是後世才有的學術用名詞，德意志王国的歷史近似名稱主要為條頓王國（又稱日耳曼王國）（Regnum Teutonicum）或阿勒曼尼亞王國（Regnum Alemanniae）或薩克遜王國（Regnum Saxonum）；就算如此這些名詞也並不是普遍有效的，德意志人的國家在中古的正式國名叫神聖羅馬帝國。德意志王国泛指由東法蘭克王國的加洛林王朝，和有血統關聯的康拉丁王朝在919年絕滅後所繼承的國家。起於919年起亨利一世領導德意志人的國家，只是當時的正式國名仍為東法蘭克王國，接下來的繼任者鄂圖一世於962年在羅馬接受加冕為神聖羅馬帝國的皇帝；而德意志人的國王正式銜位從東法蘭克國王變成德意志与羅馬國王，变成了神圣罗马皇帝的前序头衔，并形成了羅馬-德意志國王（Roman-German King）雙軌制，羅馬這個名稱就等同德意志的代名詞。
在奥托王朝之后，德意志王国是神圣罗马帝国三大法理王国之一。

## 起源
古代最常提到德意志這個名詞或近似詞仍是指土地而非國名，1349年，還未加冕神聖羅馬皇帝的“羅馬人之王”卡爾四世就曾經談到“在我們整個日耳曼尼亞或條頓尼亞的羅馬王國”（"in our kingdom of the Romans throughout Germania or Theutonia"）。
12世紀時神聖羅馬帝國魯道夫一世跟教宗尼閣三世曾一起討論義大利學者巴塞洛繆的主張，即建立一個獨立於神聖羅馬帝國的世襲德意志王國，然而這個想法在德國引起了恐慌。德意志人民對普世羅馬帝國頭銜的尊嚴已建立了牢固的情感依戀，以至於無法將德意志的王權與其分離；由於對羅馬象徵主義的強烈依戀，神聖羅馬皇帝也極不情願使用“德國”頭銜，並且似乎主動地避免談及。
德意志王国的類似國名為條頓王國（ Regnum Teutonicum ），亨利二世是第一個被稱為“條頓人之王”（rex Teutonicorum）的人。在 11 世紀後期，由於民族認同感的增強，“條頓王國”（Regnum Teutonicorum）這個詞在德意志得到了更廣泛的使用；到十二世紀，德意志歷史學家弗萊辛的奧托不得不解釋東法蘭克地區“現在被稱為條頓人的王國”。不過條頓人之王仍跟法蘭克人和倫巴底人的國王（king of the Franks and Lombards）和羅馬人的國王（king of the Romans）混用。
1056年教宗額我略七世為了否定神聖羅馬皇帝亨利四世和亨利五世，以此確立教廷對帝國的優越性時，教皇才開始使用Regnum Teutonicum一詞來指代亨利四世和亨利五世的王國，試圖將他們降低到歐洲其他國王的等級，並稱他們為“條頓人之王”（Rex Teutonicorum）取代“羅馬人之王”（Rex Romanorum），直到16世紀後條頓（Teutonicum）這個名詞才被德意志（Diutscher）給取代。
承自東法蘭克王國的德意志民族國家在962年到1157年的實際國名稱為“羅馬帝國”，1157年到1512年改稱“神聖羅馬帝國”，最後1512年到1806年改稱“德意志民族神聖羅馬帝國”（德語：Heiliges Römisches Reich deutscher Nation）。
国王是通过选侯們的选举产生，最初的候选者是部族大公。東法蘭克王國是根据843年《凡尔登条约》形成，由卡洛林王朝统治直至911年；到了962年之后，奥托一世加冕成为皇帝，東法蘭克王國也轉稱為德意志王國，並在本王国的基础上形成神圣罗马帝国。之后帝国包括了意大利（951年）、波西米亚（1004年）和勃艮第（1032年）。

## 組織
羅馬人之王（拉丁語： 德語：）是自亨利二世统治开始，德意志国王选帝侯在御选后所采用的头衔，该头衔基本上等同于需要教宗加冕的神圣罗马皇帝。具体来说，先由选帝侯们选出罗马人的国王，再由教宗加冕为罗马皇帝。